# Paul de Ladmirault
No confundir con el compositor Paul Ladmirault
Paul de Ladmirault (Montmorillon, 17 de febrero de 1808-Sillars, 1 de febrero de 1898) fue un general francés activo en la conquista de Argelia y durante las guerras del Segundo Imperio francés.

## Biografía
Ladmirault nació el 17 de febrero de 1808 en Montmorillon en el seno de una antigua familia de la baja aristocracia de Poitou. Su padre huyó de Francia durante la Revolución francesa. Ladmirault entró en la prestigiosa Escuela Militar de Saint-Cyr en 1826 (en la misma clase que el futuro Mariscal de Francia François Certain Canrobert). Tras su graduación en 1829, fue comisionado como Teniente 2.º en el 62.º Regimiento de Infantería de Línea. En 1831 fue promovido a Teniente en el 67.º Regimiento antes de ser enviado a Argelia, donde pasó los siguientes 22 años.
Fue ascendido al puesto de adjudant-major (mayor adjunto) en 1834, después a Capitán en los Zuavos en 1847, y finalmente mayor en 1840. El mismo año fue transferido al 2.º Batallón de Infantería Ligera y situado al cargo de la región de Cherchell. Fue hecho Tte. Coronel en 1842, enteramente Coronel en los Zuavos en 1844 y general de brigada en junio de 1848, siendo situado al frente de la provincia de Médéa. En 1852 fue reclamado en Francia, y promovido a general de división el 14 de enero de 1853. Participó en la Guerra italiana de 1859, comandando la 2.ª división del I. Cuerpo de Ejército bajo el mando del Mariscal Achille Baraguey d'Hilliers y participando en la batalla de Solferino, durante la que fue herido dos veces.
En 1863 fue hecho comandante de la 2.ª división de la Guardia Imperial francesa, en 1865 fue elegido diputado gobernador de la Argelia francesa y después nombrado senador en 1866. Después de un periodo como comandante del campo militar de Châlons, asumió el mando del II. Cuerpo de Ejército en Lille en 1867. Durante la guerra franco-prusiana fue puesto al mando del IV. Cuerpo del Ejército del Rin, tomando parte en las batallas de Mars-la-Tour y Saint-Privat; durante esta última rechazó el ataque alemán en Amanvillers. Tras la capitulación del ejército de Bazaine, se convirtió en prisionero de guerra prusiano.
Fue liberado con el propósito de tomar parte en el asalto contra la Comuna de París, durante el que lideró el asalto contra la Puerta de Saint-Ouen y Montmartre. Después de la supresión de la Comuna, fue gobernador militar de París, un puesto que mantuvo hasta 1878. También sucedió al Mariscal Mac-Mahon como comandante del Ejército de Versalles cuando este último se convirtió en Presidente de Francia. Se presentó sin éxito en la elección presidencial de 1879, y murió el 1 de febrero de 1898 en Sillars.

## Condecoraciones
- Legión de Honor:

1. Caballero en 1840
2. Oficial en 1845
3. Comandante en 1847
4. Gran Oficial en 1859
5. Gran Cruz en 1867

- Médaille militaire en 1871
- Caballero de la Orden de los Santos Mauricio y Lázaro